# Кульон тонкодзьобий
Кульо́н тонкодзьо́бий , кроншнеп тонкодзьобий, кроншнеп малий (Numenius tenuirostris) — прибережний птах ряду сивкоподібні (Charadriiformes), найрідкісніший вид в Європі, Близькому Сході та Північній Африці. Бувши дуже поширеним в 19 столітті, він зазнав величезних втрат в 20-му. Один з 8-ми видів роду; один з 3-х видів у фауні України. Належить до Червоної Книги України (статус - на межі зникнення).

## Морфологічні ознаки
Розміром приблизно з середнього кульона. Маса тіла: близько 120 г, довжина: 40-46 см, розмах крил: 72-82 см. Дорослий птах зверху темно-бурий зі світлою строкатістю, горло білувате, на білуватих боках тулуба і волі темно-бурі краплеподібні плями. Задня частина спини, поперек, надхвістя і черево білі. Спід крил білий, першорядні махові пера зверху темно-бурі, внутрішні першорядні і бурі другорядні — з білими плямами. Хвіст білий з бурими поперечними смугами. Дзьоб довгий, темно-бурий, загнутий донизу, ноги темно-сірі. Молодий птах подібний до дорослого, але верх рудіший, воло і боки тулуба з бурими рисками. Дорослий птах відрізняється від інших кулонів краплеподібною формою плям на волі і боках тулуба; крім того, дорослий і молодий від великого кульона − меншими розмірами, а від середнього кульона — відсутністю поздовжньої світлої смуги на тім'ї, але молодого птаха від молодого середнього кульона на відстані відрізнити важко.

## Чисельність і причини її зміни
За оцінками, у світі, залишилось від 50 до 300 ос. Ймовірно, ця цифра дещо занижена. Зграї з більш ніж 100 птахів фіксувалися в Марокко ще в 1960-их та 1970-их. Однак, між 1980–1990 було зроблено лише 103 записи, а з 1990 до 1999 ця цифра впала до 74 з кількістю птахів від 1 до 3. В Україні під час міграцій і літування спостерігаються окремі особини та зграйки по 7-48 птахів. Причини зміни чисельності остаточно не з'ясовані, ймовірно, надмірне полювання, знищення біотопів гніздування, міграційних зупинок та зимівель.

## Особливості біології
Мігруючий вид із місць розмноження в Сибіру крізь усю Центральну і Східну Європу до місць зимівель в Північній Африці і Близькому Сході. В Україні рідкісний пролітний вид, мігрує навесні в квітні — травні та восени в серпні — вересні, зупиняючись переважно на березі моря, лиманів, заток, поблизу мілких тимчасових озер, вздовж річок, на ділянках степової рослинності, або на косах, мілинах. Усього з 1998 по 2006 рр. відомо 15-27 спостережень в основному на Азово-Чорноморському узбережжі. За візуальними спостереженнями, живиться водяними та наземними комахами та їх личинками, дощовими черв'яками, молюсками тощо.

## Охорона
Має міжнародний охоронний статус за IUCN як вид під критичною загрозою, охороняється Конвенцією з міжнародної торгівлі вимираючими видами дикої фауни і флори (CITES) (Додаток І), Боннською (Додатки І та ІІ) та Бернською (Додаток ІІ) конвенціями, угодою AEWA, внесений до Червоної книги України (1994, 2009) (статус — зникаючий). В рамках Боннської конвенції укладений Меморандум про взаєморозуміння щодо заходів збереження тонкодзьобого кроншнепа. Заходи необхідні для охорони: створення у місцях регулярних реєстрацій виду природоохоронних територій, популяризація, роз'яснювальна робота з природокористувачами, особливо мисливцями.